# Alciopa splendida
Alciopa splendida är en ringmaskart som beskrevs av Johan Gustaf Hjalmar Kinberg 1866. Alciopa splendida ingår i släktet Alciopa och familjen Alciopidae. Inga underarter finns listade i Catalogue of Life.